# Chymotrypsine C
La chymotrypsine C (EC 3.4.21.2) est une protéase à sérine, c'est-à-dire une endopeptidase dont la triade catalytique contient un résidu de sérine, qui catalyse l'hydrolyse des liaisons peptidiques du côté carboxyle de résidus de leucine, de tyrosine, de phénylalanine, de méthionine, de tryptophane, de glutamine ou d'asparagine. Chez l'homme, elle est codée par le gène CTRC, situé sur le chromosome 1.
Cette enzyme se forme à partir du chymotrypsinogène C (porc) ou à partir de la sous-unité II de la procarboxypeptidase A (bœuf). À l'inverse de la chymotrypsine, elle réagit avec le Tos–Leu–CH2Cl et le Tos–Phe–CH2Cl (composés dérivés de la leucine ou de la phénylalanine par estérification à l'acide para-toluènesulfonique).

## Séquence
La chymotrypsine C de l'être humain comprend 268 acides aminés :
```
        10          20          30          40          50          60
MLGITVLAAL  LACASSCGVP  SFPPNLSARV  VGGEDARPHS  WPWQISLQYL  KNDTWRHTCG

        70          80          90         100         110         120
GTLIASNFVL  TAAHCISNTR  TYRVAVGKNN  LEVEDEEGSL  FVGVDTIHVH  KRWNALLLRN

       130         140         150         160         170         180
DIALIKLAEH  VELSDTIQVA  CLPEKDSLLP  KDYPCYVTGW  GRLWTNGPIA  DKLQQGLQPV

       190         200         210         220         230         240
VDHATCSRID  WWGFRVKKTM  VCAGGDGVIS  ACNGDSGGPL  NCQLENGSWE  VFGIVSFGSR

       250         260     
RGCNTRKKPV  VYTRVSAYID  WINEKMQL

```

La séquence est aussi connue chez le chimpanzé (268 aa), le macaque rhésus (326 aa), la souris (268 aa), le rat (268 aa), le chien (297 aa), le bœuf (268 aa), le cheval (268 aa) et l'ornithorynque (263 aa).